# Braldu
Der Fluss Braldu, auch Südlicher Braldu (South Braldu) oder Braldo, ist der 95 km lange linke Quellfluss des Shigar in Gilgit-Baltistan im Norden von Pakistan.

## Verlauf
Der Braldu durchfließt das Karakorum und entsteht aus dem Schmelzwasser des Baltoro-Gletschers. Hier heißt er zunächst Biaho. Der ähnlich große Biafogletscher dringt wenige Kilometer flussabwärts auf der orographisch rechten Seite von Norden bis ins Braldu-Tal vor. Der Fluss trennt die Bergketten Baltoro Muztagh, Panmah Muztagh und Spantik-Sosbun-Berge im Norden von den Masherbrum-Bergen im Süden. Im Westen vereinigt sich der Braldu mit dem von Nordwesten kommenden Basha zum Shigar, der in einem weiten Flusstal nach Süden fließt und bei Skardu in den Indus fließt.
Der Fluss führt extremes Wildwasser und wurde erstmals von Mike Jones mit einem Kajak befahren. Bekannt geworden ist der Fluss vor allem dadurch, dass Jones, der als der Pionier des Wildwasserfahrens gilt, 1978 bei einem Rettungsversuch eines in den Fluss gestürzten Freundes ertrank.